# Darius Khondji
Darius Khondji AFC, ASC (Teerã, 21 de outubro de 1955) é um diretor de fotografia francês-irianiano. Em 2023 foi indicado ao Oscar de melhor fotografia por seu trabalho no filme Bardo, Falsa Crônica de Algumas Verdades, dirigido por Alejandro Iñárritu.